# Styriodes badius
Styriodes badius är en fjärilsart som beskrevs av Bell 1930. Styriodes badius ingår i släktet Styriodes och familjen tjockhuvuden. Inga underarter finns listade i Catalogue of Life.